# Vancouver Film Studios
Vancouver Film Studios è un complesso di teatri di posa e studi che si trova a Vancouver (Canada), sotto la gestione del McLean Group of Companies.
È il più grande impianto cinematografico di Canada e Nord America in generale, superato solo dai Los Angeles Studios (California).
Nel 2006 è stato insignito come principale esportatore di prodotti cinematografici tra le 21 aziende attive in Canada nel settore.

## Costruzione
Il McLean Group of Companies comprò il territorio tra Boundary Road e Grandview Highway nei primi anni ottanta. Al momento dell'acquisto nell'area circoscritta vi erano situate molte imprese commerciali tra cui un negozio di elettronica, una fabbrica di sigarette e negozi di alimentari ed elettrodomestici.
A tutt'oggi, l'unico centro d'attività economica presente è un negozio di Roots Canada, un'azienda specializzata nel commercio di abbigliamenti unisex.
Nel 1987, il McLean Group denominò l'intera area "Northstar International Studios" dando iniziò alla costruzione del complesso cinematografico. Il primo centro costruito è stato chiamato "Studio D" ed è rimasto il fulcro gestionale dell'intera area.
Tra l'87 e il 1995 sono stati costruiti altri edifici e comprati altri ettari di terreno per estenderne la superficie e ampliarne l'impianto. Nel 1998, i Northstar International Studios assunsero la denominazione "Vancouver Film Studios", e fu annunciata la costruzione di altri sei stages.
La seconda grande struttura chiamata "Studio G" ha iniziato ad essere costruita nel 1999 ed è stata completata durante il febbraio 2000; in quel periodo l'intero complesso occupava un'area di 120.000 m²/30 acri.
Durante il mese di marzo, sono state messe le basi per il cantiere degli studi "C" e "J", la cui costruzione è terminata nell'estate 2001.
Con l'aumentare delle richieste di lavorazione, il McLean Group ha ordinato la costruzione degli studi "A", "H" e "I", i quali hanno occupato un arco di 2 anni dal novembre 2001 all'aprile 2003.

## Film girati ai Vancouver Studios
I film girati nel complesso si aggirano intorno alle centinaia, ma sono degni di nota:
- Alien vs. Predator
- Alone in the Dark
- I Fantastici Quattro
- I Fantastici 4 e Silver Surfer
- Io, robot
- La pantera rosa
- Paycheck
- X-Men
- X-Men 2
- X-Men - Conflitto finale
- The Twilight Saga: Eclipse
- Riverdale